# Eucithara ringens
Eucithara ringens é uma espécie de gastrópode do gênero Eucithara, pertencente à família Mangeliidae.